# Danu (asura)
U hinduističkoj mitologiji, Danu je asura i primordijalna božica, spomenuta u Rigvedi. Tamo je spomenuta kao majka demonske zmije Vritre, koju je pobijedio Indra. U kasnijim mitovima, Danu je postala kći boga Dakshe te supruga mudraca Kashyape.

## Etimologija
Njezino ime (dānu) znači „kiša” ili „tekućina”.

## Pogledajte također
- Tiamat